# 檀香山
檀香山，又译作火奴魯魯，也被称为檀島或檀山，是美國夏威夷州檀香山市县最大的城区暨首府。在夏威夷語中，「火奴魯魯」意指「庇護之灣」。因為早期本地盛產檀香木，而且大量運到中國，在華語圈中遂稱檀香山。城市位於歐胡島東南方沿岸，有一個區名叫作「火奴魯魯區」。根據美國人口調查局在2010年的統計數據，檀香山人口總數為390,738人，而火奴魯魯郡（約是整個歐胡島）則有900,000人。在夏威夷，地方政府的管轄範圍僅至「郡」的等級，而火奴魯魯郡則包含了歐胡島上所有範圍（約600平方英里）。美国44任总统贝拉克·奥巴马于1961年在檀香山出生。

## 地形及氣候
檀香山座落在北緯21度18分32秒西經157度49分34秒（21.308950 - 157.826182）。雖然位於熱帶地區，但夏威夷群島位在海洋中央，又有加利福尼亞洋流經過能調節溫度，因此氣候（溫度和溼度）較為溫和。根据1991至2020年在檀香山国际机场的数据，日最低气温低于或等于15 °C（59 °F）的平均日数为2.4天；日最高气温超过30 °C（86 °F）的日数年均有163天。最冷月（1月）均温23.1 °C（73.6 °F），极端最低气温11 °C（52 °F）（1969年1月20日、1902年2月16日）。最热月（8月）均温27.9 °C（82.2 °F），极端最高气温35 °C（95 °F）（2019年8月31日、1994年9月19日）。年均降水量约417（16.41英寸），年极端最少降雨量为115（4.52英寸）（1998年），最多为1,311（51.62英寸）（1887年）。10月至3月占全年80%以上的降雨量。

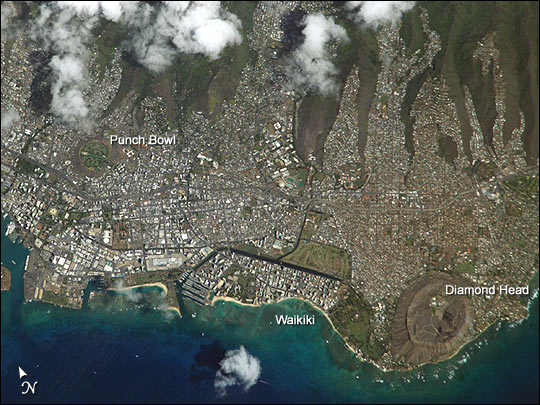
從國際太空站上拍攝的檀香山

檀香山區位在歐胡島的東南方海岸，介於瑪卡普（Makapuʻu）和哈拉瓦（Hālawa）之間。地區的邊界是沿著柯歐勞山脈（Koʻolau crestline）劃設，因此瑪卡普吾海灘是在柯歐勞普柯區（Koʻolaupoko）中。在西側的地區邊界則是沿著哈拉瓦河，與紅丘（Red Hill）交會後向西方的阿利亞馬努火山口（Aliamanu Crater）延伸而去，因此阿囉哈體育場、珍珠港-希卡姆聯合基地（美國海空兩軍基地）實際上位於島上的伊娃區（ʻEwa）。
城市中的大多數商業和工業發展，都是座落於狹窄但平坦的沿岸平原地區；而平原上許多的山谷和山脊，也將檀香山分割為數個居住區域：有些是沿著山谷建立（例如在馬諾阿山谷（Mānoa Valley）中的馬諾阿），也有在山脊上的區域。在檀香山中有數座火山錐，包括：龐奇鮑爾（Punchbowl）、鑽石山、可可山（Koko Head，包含哈娜舞玛灣（Hanauma Bay））、可可火山口、鹽湖，以及阿利瑪努火山口。
| 檀香山（檀香山国际机场），1991−2020年正常值，1940年至今极端数据                                        | 檀香山（檀香山国际机场），1991−2020年正常值，1940年至今极端数据 | 檀香山（檀香山国际机场），1991−2020年正常值，1940年至今极端数据 | 檀香山（檀香山国际机场），1991−2020年正常值，1940年至今极端数据 | 檀香山（檀香山国际机场），1991−2020年正常值，1940年至今极端数据 | 檀香山（檀香山国际机场），1991−2020年正常值，1940年至今极端数据 | 檀香山（檀香山国际机场），1991−2020年正常值，1940年至今极端数据 | 檀香山（檀香山国际机场），1991−2020年正常值，1940年至今极端数据 | 檀香山（檀香山国际机场），1991−2020年正常值，1940年至今极端数据 | 檀香山（檀香山国际机场），1991−2020年正常值，1940年至今极端数据 | 檀香山（檀香山国际机场），1991−2020年正常值，1940年至今极端数据 | 檀香山（檀香山国际机场），1991−2020年正常值，1940年至今极端数据 | 檀香山（檀香山国际机场），1991−2020年正常值，1940年至今极端数据 | 檀香山（檀香山国际机场），1991−2020年正常值，1940年至今极端数据 |
| 月份                                                                                                   | 1月                                                             | 2月                                                             | 3月                                                             | 4月                                                             | 5月                                                             | 6月                                                             | 7月                                                             | 8月                                                             | 9月                                                             | 10月                                                            | 11月                                                            | 12月                                                            | 全年                                                            |
| --- | --------------------------------------------------------------- | --------------------------------------------------------------- | --------------------------------------------------------------- | --------------------------------------------------------------- | --------------------------------------------------------------- | --------------------------------------------------------------- | --------------------------------------------------------------- | --------------------------------------------------------------- | --------------------------------------------------------------- | --------------------------------------------------------------- | --------------------------------------------------------------- | --------------------------------------------------------------- | --------------------------------------------------------------- |
| 历史最高温 °C（°F）                                                                                    | 31 (88)                                                         | 31 (88)                                                         | 32 (89)                                                         | 33 (91)                                                         | 34 (93)                                                         | 33 (92)                                                         | 34 (94)                                                         | 35 (95)                                                         | 35 (95)                                                         | 34 (94)                                                         | 34 (93)                                                         | 32 (89)                                                         | 35 (95)                                                         |
| 平均最高温 °C（°F）                                                                                    | 28.9 (84.0)                                                     | 29.2 (84.6)                                                     | 29.4 (85.0)                                                     | 30.2 (86.4)                                                     | 31.4 (88.5)                                                     | 31.7 (89.1)                                                     | 32.4 (90.4)                                                     | 32.8 (91.1)                                                     | 32.9 (91.2)                                                     | 32.3 (90.1)                                                     | 30.7 (87.3)                                                     | 29.5 (85.1)                                                     | 33.2 (91.7)                                                     |
| 平均高温 °C（°F）                                                                                      | 26.9 (80.5)                                                     | 26.9 (80.5)                                                     | 27.3 (81.2)                                                     | 28.4 (83.1)                                                     | 29.3 (84.8)                                                     | 30.5 (86.9)                                                     | 31.2 (88.1)                                                     | 31.6 (88.8)                                                     | 31.3 (88.4)                                                     | 30.5 (86.9)                                                     | 28.9 (84.1)                                                     | 27.7 (81.8)                                                     | 29.2 (84.6)                                                     |
| 日均气温 °C（°F）                                                                                      | 23.1 (73.6)                                                     | 23.2 (73.8)                                                     | 23.7 (74.7)                                                     | 24.8 (76.6)                                                     | 25.7 (78.2)                                                     | 26.8 (80.3)                                                     | 27.6 (81.6)                                                     | 27.9 (82.2)                                                     | 27.6 (81.6)                                                     | 26.9 (80.4)                                                     | 25.6 (78.0)                                                     | 24.2 (75.5)                                                     | 25.6 (78.0)                                                     |
| 平均低温 °C（°F）                                                                                      | 19.3 (66.8)                                                     | 19.5 (67.1)                                                     | 20.1 (68.1)                                                     | 21.2 (70.1)                                                     | 21.9 (71.5)                                                     | 23.2 (73.8)                                                     | 23.9 (75.1)                                                     | 24.2 (75.6)                                                     | 23.8 (74.8)                                                     | 23.3 (73.9)                                                     | 22.1 (71.8)                                                     | 20.7 (69.2)                                                     | 21.9 (71.5)                                                     |
| 平均最低温 °C（°F）                                                                                    | 15.6 (60.0)                                                     | 15.7 (60.2)                                                     | 16.7 (62.1)                                                     | 18.1 (64.6)                                                     | 19.1 (66.3)                                                     | 21.1 (70.0)                                                     | 22.0 (71.6)                                                     | 22.1 (71.8)                                                     | 21.4 (70.6)                                                     | 20.6 (69.0)                                                     | 18.9 (66.1)                                                     | 17.3 (63.1)                                                     | 14.7 (58.5)                                                     |
| 历史最低温 °C（°F）                                                                                    | 11 (52)                                                         | 12 (53)                                                         | 13 (55)                                                         | 13 (56)                                                         | 16 (60)                                                         | 18 (65)                                                         | 19 (66)                                                         | 18 (65)                                                         | 18 (64)                                                         | 16 (61)                                                         | 14 (57)                                                         | 12 (54)                                                         | 11 (52)                                                         |
| 平均降雨量 mm（）                                                                                      | 47 (1.84)                                                       | 49 (1.94)                                                       | 60 (2.36)                                                       | 20 (0.77)                                                       | 21 (0.82)                                                       | 13 (0.50)                                                       | 13 (0.52)                                                       | 21 (0.84)                                                       | 22 (0.88)                                                       | 38 (1.51)                                                       | 57 (2.25)                                                       | 55 (2.18)                                                       | 417 (16.41)                                                     |
| 平均降雨天数（≥ 0.01 inch）                                                                            | 7.7                                                             | 7.6                                                             | 8.7                                                             | 7.5                                                             | 6.0                                                             | 6.3                                                             | 7.3                                                             | 5.7                                                             | 7.2                                                             | 7.7                                                             | 8.6                                                             | 8.9                                                             | 89.2                                                            |
| 平均相對濕度（％）                                                                                     | 73                                                              | 71                                                              | 69                                                              | 67                                                              | 66                                                              | 65                                                              | 66                                                              | 66                                                              | 68                                                              | 69                                                              | 71                                                              | 73                                                              | 69                                                              |
| 月均日照時數                                                                                           | 213.5                                                           | 212.7                                                           | 259.2                                                           | 251.8                                                           | 280.6                                                           | 286.1                                                           | 306.2                                                           | 303.1                                                           | 278.8                                                           | 244.0                                                           | 200.4                                                           | 199.5                                                           | 3,035.9                                                         |
| 可照百分比                                                                                             | 63                                                              | 66                                                              | 69                                                              | 66                                                              | 69                                                              | 71                                                              | 74                                                              | 76                                                              | 76                                                              | 68                                                              | 60                                                              | 59                                                              | 68                                                              |
| 来源：NOAA（1981–2010年相对湿度；1961–1990年日照） 檀香山国际交换站，1940年5月14日起在檀香山国际机场。 |                                                                 |                                                                 |                                                                 |                                                                 |                                                                 |                                                                 |                                                                 |                                                                 |                                                                 |                                                                 |                                                                 |                                                                 |                                                                 |

## 政府
檀香山原本是由管理者的委員會進行治理，檀香山市與縣（City & County of Honolulu）負責管理主要的市政服務，包含民間防衛、駕照核發、緊急醫療、消防、公園和休閒、警察、道路維護、車輛登記、下水道等。檀香山也是美國最大的市郡政府之一，每年的預算約為10億美元。
檀香山現任市長為Rick Blangiardi。

## 鄰近和特別區域

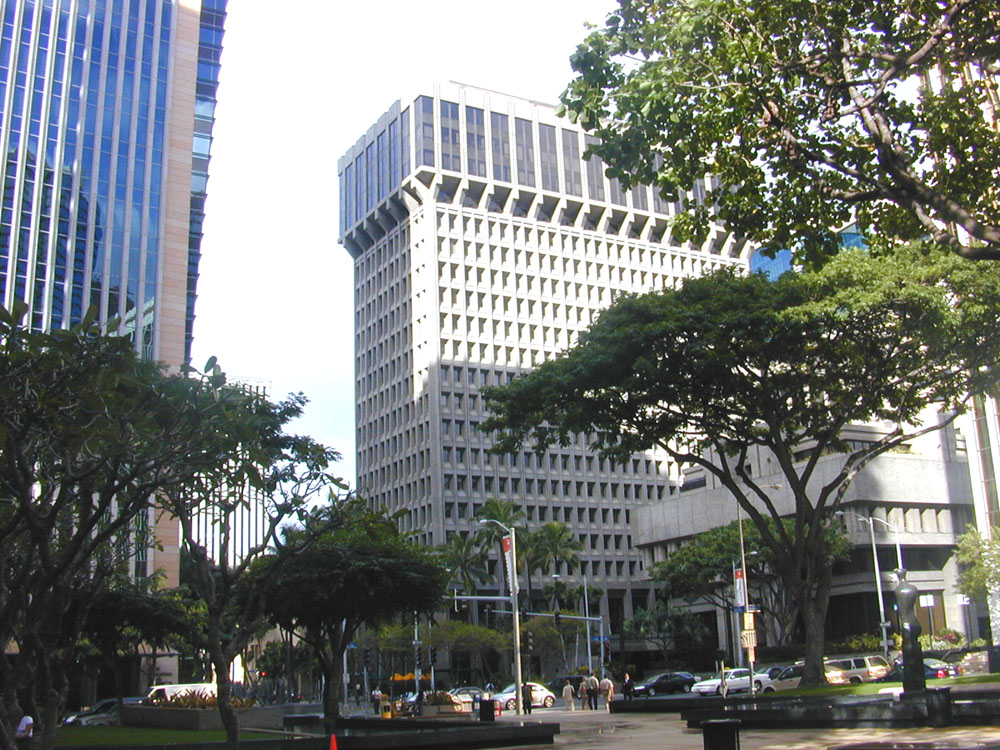
從主教街與國王街看到的檀香山市的主城區，左方是第一夏威夷中心、右方是夏威夷銀行

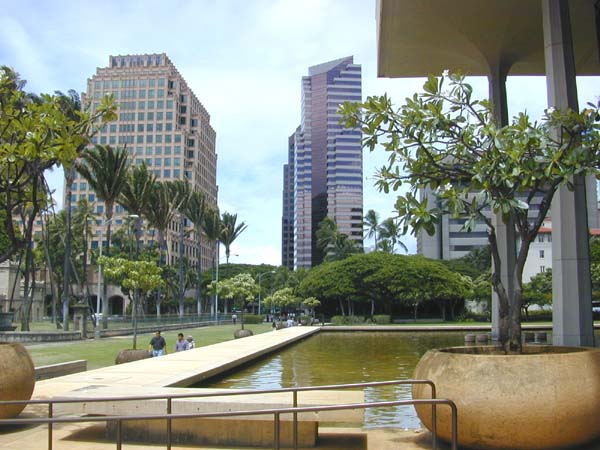
從市议会看到的檀香山主城區

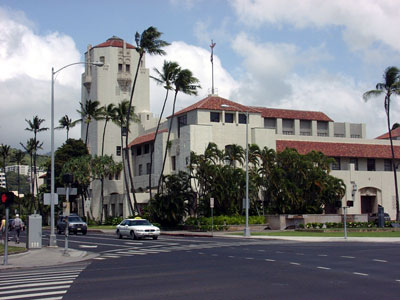
檀香山市政府

- 檀香山主城商業區是夏威夷的經濟、商業與政治中心。在海岸地區有過去多年來皆為夏威夷最高建築物的阿囉哈塔（Aloha Tower）。而現在夏威夷最高的建築物是137公尺的第一夏威夷中心（First Hawaiian Center），位於主教街和國王街（King and Bishop Streets）上。
- 市议会位於主城區的東側，則是夏威夷現在和歷史上的州政府中心，有夏威夷州政府、夏威夷州議會、伊奧拉尼宮（`Iolani Palace）、檀香山市政府、州立圖書館，以及卡美哈梅哈一世（King Kamehameha I）國王的雕像，還有許多的政府機構建築在此。
- 卡卡阿寇（Kakaʻako）原本是位於主城區和威基基之間的輕工業區，後來經過大幅的都市計畫改造，已經有主要的兩個購物區，華德商场（Ward Warehouse）和華德中心（Ward Center）。
- 威基基（Waikīkī）是位於阿拉威運河（Ala Wai Canal）和太平洋之間的知名旅遊景點。有許多的飯店、商店，以及在卡拉卡烏阿（Kalākaua）和庫希歐（Kuhio）大道上豐富的夜生活選擇。世界知名的威基基海灘每年吸引超過百萬名遊客前來。威基基的西側則是世界最大的開放式購物中心——阿拉莫阿那中心（Ala Moana Center）。歐胡島上大多數的飯店皆座落於威基基。

## 人口統計
根據2000年的人口普查，檀香山市區人口共有371,657人。

## 交通

### 海運
早期的檀香山港口是夏威夷重要門戶，也是跨太平洋海運貿易的重要據點之一。现时邻近Aloha Tower Marketplace的港口时常停泊許多豪華客船。

### 空中交通
位在檀香山西南方的丹尼爾·井上國際機場（HNL）是夏威夷主要的空中交通門戶。此外，也有許多飛往亚洲的日本、韩国，南太平洋的塞班岛，美國本土和夏威夷州內各城市的航班。

### 高速公路
共有兩條高速公路服務檀香山地區：

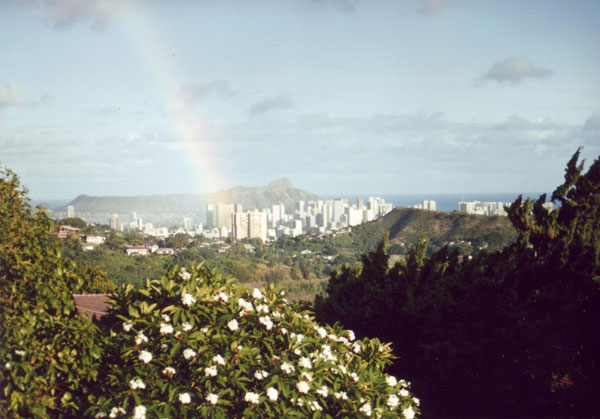
鑽石谷

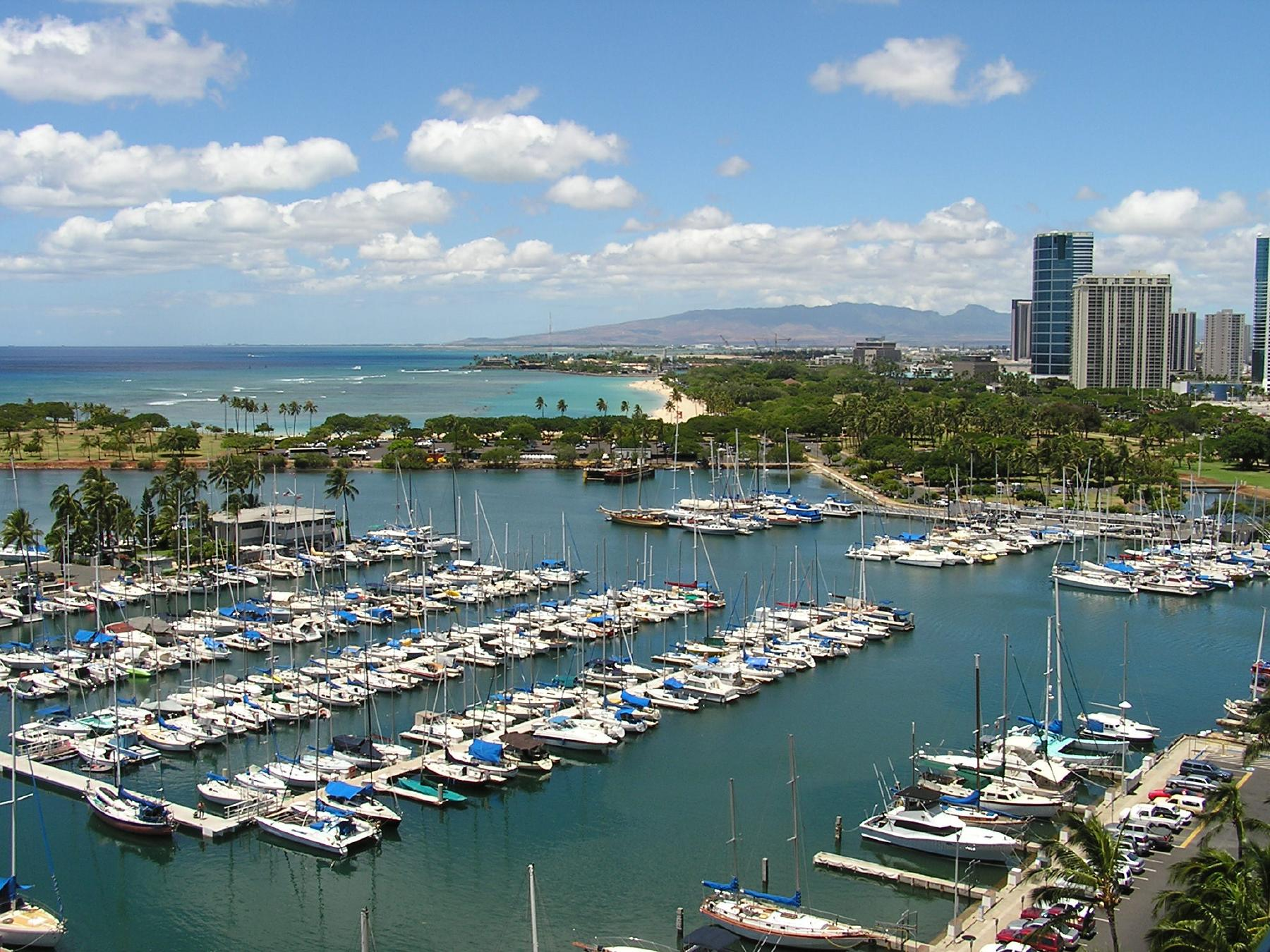
火奴魯魯港

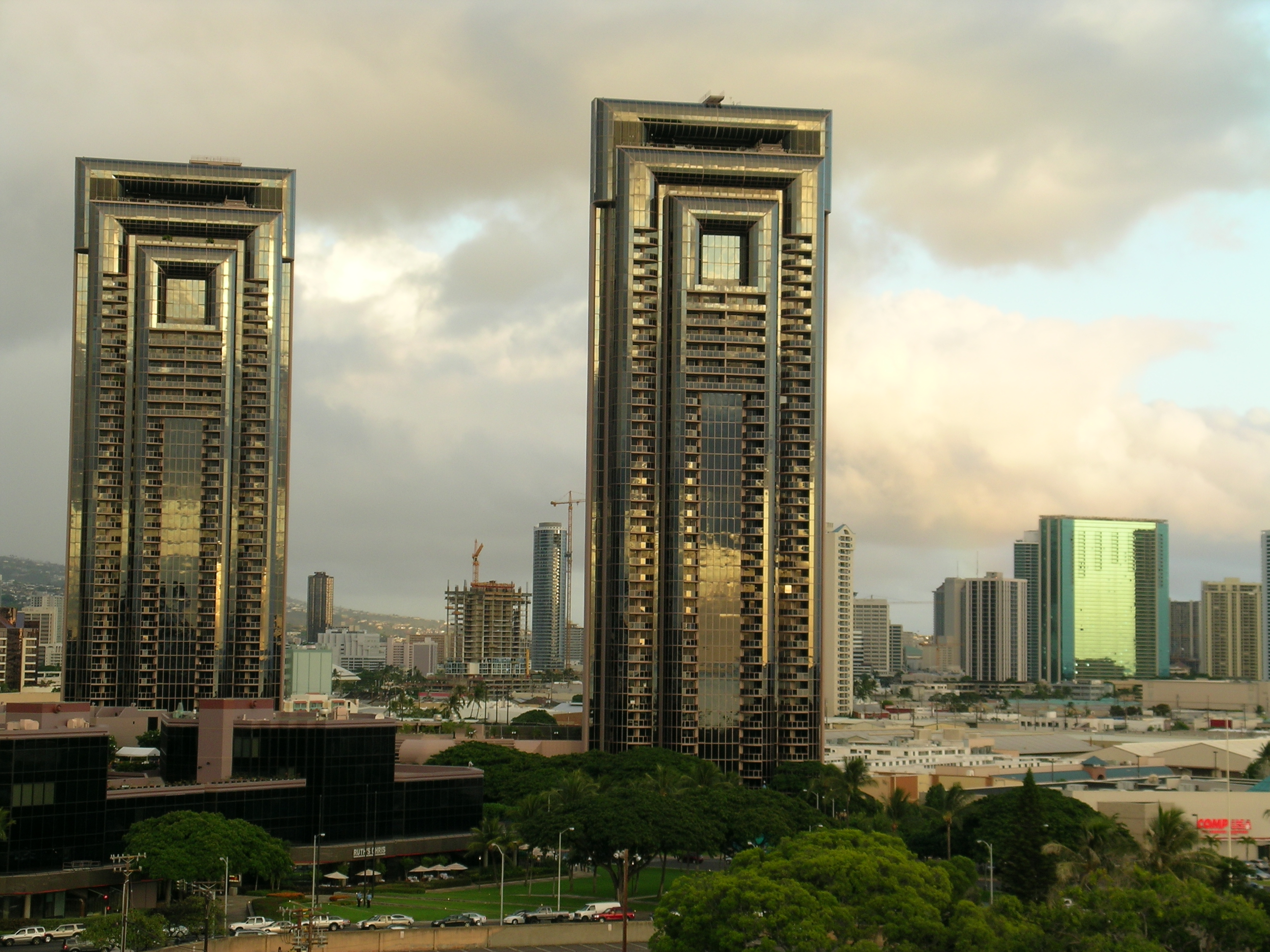
濱水區

- 州際高速公路H-1：從西側開始進入城市，通過希卡姆空軍基地和檀香山國際機場，並從下城商業區（downtown）向北往馬基基（Makiki）和凱木基（Kaimukī）方向，終點在瓦伊阿萊/卡哈拉（Wai'alae/Kāhala）。在檀香山西部地區，州際高速公路H-1在瓦希阿瓦（Wahiawā）和州際高速公路H-2連結，在卡內歐希（Kāneʻohe）和H-3連結。
- 州際高速公路H-201：又稱為「莫阿納露亞高速公路」（Moanalua Freeway）。其他連結檀香山和歐胡島其他地區的公路有：
- 帕里公路（Pali Highway）：61號州公路，與科歐拉烏（Ko‘olau）北方交會，經過帕里隧道（Pali Tunnels）通往島上迎風面的卡伊魯亞（Kailua）和卡內歐希（Kāneʻohe）。
- 利凱利凱公路（Likelike Highway）：63號州公路，經由威爾森隧道（Wilson Tunnels）通往卡伊魯亞（Kailua）和卡內歐希（Kāneʻohe）。
- 卡拉尼阿那歐里公路（Kalanianaole Highway）：72號州公路，從瓦伊阿萊/卡哈拉（Wai‘alae/Kāhala）往西出發，並繞過島嶼東方通往瓦伊馬那洛海灘（Waimānalo Beach）。
- 卡美哈梅哈公路（Kamehameha Highway）：99號州公路，從希卡姆空軍基地附近向西通往阿伊亞（Aiea），最後通過島嶼的中部，終點在卡內歐希（Kāneʻohe）。如同大部分的美國主要城市，檀香山的市中心地區在尖峰時間的交通狀況十分混亂，尤其是阿伊亞（'Aiea）、珍珠城（Pearl City）、瓦伊帕胡（Waipahu）和米里拉尼（Mililani）西側的郊外地區。

### 大眾運輸系統
- 檀香山軌道交通
- 公共汽車（檀香山巴士（Thebus））

## 教育
夏威夷州教育部（Hawaii Department of Education）是夏威夷州的教育部，同时也指该教育部所管辖的、包含整个夏威夷州的单一学区。

## 文化

### 表演藝術
在1900年成立的檀香山交響樂團（Honolulu Symphony），是美國洛磯山脈以西最古老的交響樂團。但是因為樂團嚴重資不抵債，試圖重組未果，2010年12月宣佈破產並解散。其他的古典音樂樂團包括夏威夷歌劇劇場（Hawaii Opera Theatre）。此外檀香山也是夏威夷音樂的中心。主要音樂活動的舉行場地為布萊斯戴爾中心（Neal Blaisdell Center）的音樂廳、威基基貝殼（Waikīkī Shell）和夏威夷劇院（Hawaii Theatre）。
此外檀香山也有許多表演藝術的場地，例如鑽石山劇院（Diamond Head Theatre）和瑪諾亞山谷劇院（Manoa Valley Theatre）。

### 視覺藝術
位在檀香山下城商業區附近的檀香山藝術學院（Honolulu Academy of Arts），是夏威夷最主要的視覺藝術活動場地。檀香山藝術學院擁有全夏威夷數量最多西方與亞洲的藝術收藏品，學院內的桃樂絲公爵劇院（Doris Duke Theatre）整年都有關於藝術及世界電影的影片放映。而馬奇奇高地上的現代美術館（The Contemporary Museum）則是夏威夷州主要的現代藝術展覽館。

### 園藝

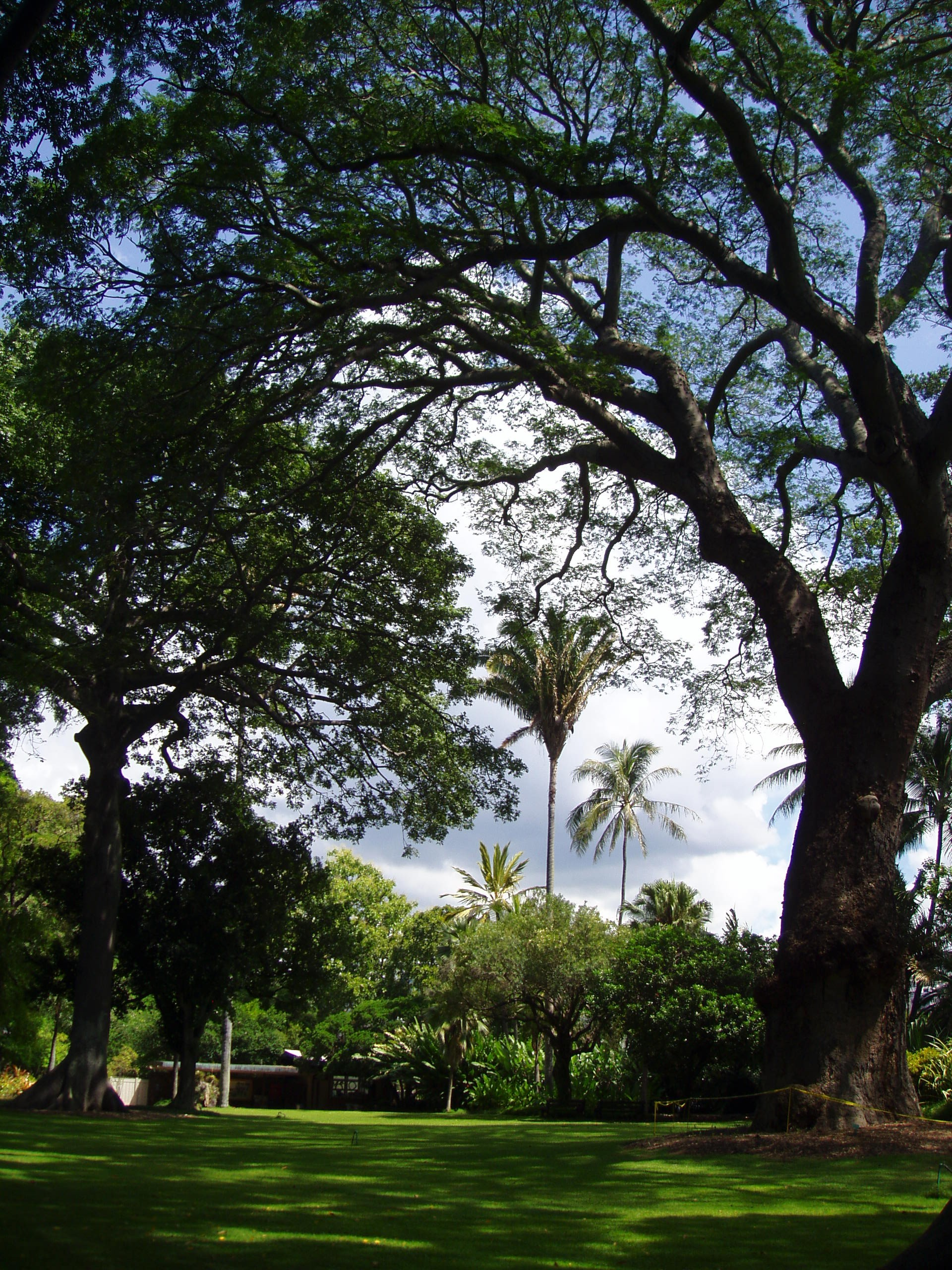
福斯特植物園一景

- 福斯特植物園（Foster Botanical Garden）佔地約8公頃，是夏威夷最古老的植物園，並且是屬於登記的美國國家歷史古蹟之一。在19世紀中葉由德國醫生建造成立。園內的有許多百年老樹。
- 麗麗烏庫拉妮植物園（Liliuokalani Botanical Garden）

### 其他博物館、水族館、動物園和文化中心
- 主教博物館（Bishop Museum）是夏威夷最大的博物館，保存了百萬件的自然歷史標本，以及夏威夷和太平洋地區的文物。
- 威基基水族館（Waikīkī Aquarium）除了各種海洋動物及珊瑚礁之外，也展出了夏威夷原住民捕魚的方式和器具。檀香山動物園（Honolulu Zoo）中有夏威夷的州鳥夏威夷鵝（Nene），以及許多被列入保護的珍貴鳥類。
- 夏威夷州立美術館（Hawaii State Art Museum）位在下城商業區的舊基督教青年會（YMCA）建築中，並以展出當地藝術家的作品為主。美術品的收藏量亦相當豐富。
- 夏威夷海上中心（Hawaii Maritime Center）位在檀香山港，內部有海洋博物館、夏威夷的捕鯨歷史、海運史、航海文化等展示主題之外，還有一艘有四隻Mast的大型帆船，是仿造古時卡拉卡瓦國王的船屋建造。

### 運動
目前為止，夏威夷並沒有任何職業的運動隊伍。然而，檀香山在每年的二月會舉辦國家美式足球聯盟（NFL）每季的職業盃（Pro Bowl），以及美國大學體育聯盟（NCAA）的夏威夷盃（Hawaii Bowl），以及的夏威夷民族舞盃（Hula Bowl）足球賽。而夏威夷大學馬諾亞分校（UH-Manoa）的美式足球、排球、籃球，以及棒球比賽都受到當地運動迷的支持。高中的運動競賽（特別是美式足球）也十分受到歡迎。
在檀香山主要的體育場包括：
- 阿囉哈體育場（Aloha Stadium，美式足球）
- Les Murakami體育場（棒球）
- Stan Sheriff Center（籃球和排球）
- 布萊斯戴爾中心體育場（Neal Blaisdell Center Arena，籃球）

由於溫暖的氣候，檀香山一年四季都有健美比賽的舉行。在2004年，《Men's Fitness》（男性健身）雜誌評選檀香山為「美國最健美的城市」。檀香山也是三項大型路跑活動的舉辦地：
- 阿囉哈長途路跑（Great Aloha Run）：每年於美國總統紀念日舉行。
- 檀香山馬拉松大賽（Honolulu Marathon）：於每年12月的第二個星期日舉行，每屆都有超過20,000名的參賽者，其中半數至三分之二的參賽者都是來自日本。
- 檀香山鐵人三項競賽（Honolulu Triathlon），於2004年舉辦「美國奧林匹克鐵人三項」預賽時首度舉行，也是夏威夷首次的奧運規格長度的鐵人三項競賽。是在5月舉行。

### 其他
檀香山與中華民國亦有淵源關係，是因為中華民國國父孫文先生於此地創立了｢興中會｣，並且制訂了口號，故今日該遺址亦是國民黨黨員去檀香山觀光旅遊時必定參觀之去處。另外據孫文自述，他出生於檀香山伊娃。

## 媒體
檀香山原有兩份報紙：Honolulu Advertiser及Honolulu Star-Bulletin，现已合并为Star Advertiser
电视台：KIKU, KITV4, KGMP9
收音广播电台：KQMQ

## 旅遊景點
- 夏威夷主教博物館
- 珍珠港美军战舰亞利桑那号紀念館（The USS Arizona Memorial - Pearl Harbor）
- 伊奥拉尼宫（Iolani Palace）
- 檀香山藝術博物館
- 波里尼西亞民族文化园（Polynesian Cultural Center）
- 鑽石頂火山徑道（Diamond Head Crater trail）
- 窦氏果园罐头厂（Dole Cannery）
- 國家太平洋紀念公墓（National Memorial Cemetery of the Pacific）
- 麗昂植物園（Lyon Arboretum）
- 威基基海滩（Waikīkī Beach）
- 北岸海滩（North Shore Beach）
- 阿拉莫阿那中心
- 檀香山唐人街（Chinatown,Honolulu）

## 大學
- 夏威夷大學（University of Hawaii）—學生：21,000人
- 檀香山夏曼納德大學（Chaminade University of Honolulu），曾譯作：“宣敏耐大學”）—學生：2,836人
- 夏威夷太平洋大學（Hawaii Pacific University）—學生：8,500人
- 楊百翰大學夏威夷分校（Brigham Young University Hawaii）—學生：2,400人

## 友好城市
檀香山目前共有30座姊妹市，分別為：

| - 菲律賓 碧瑤市 - 巴库 - 法國 布吕耶尔 - 中国 四川省成都市 - 委內瑞拉 加拉加斯 - 菲律賓 宿務市 - 葡萄牙 豐沙爾 - 日本 廣島縣廣島市 - 越南 顺化市 - 仁川 - 臺灣 高雄市 - 菲律賓 佬沃 - 菲律賓 馬尼拉 - 蒙巴萨 - 中国 江苏省扬州市 | - 中国 福建省福州市 - 加拿大 魁北克蒙特利尔 - 印度 马哈拉施特拉邦孟買 - 日本 沖繩縣那霸市 - 菲律賓 聖胡安 - 波多黎各 聖胡安 - 菲律賓 聖地牙哥堡 - 首爾 - 葡萄牙 辛特拉 - 日本 愛媛縣宇和島市 - 菲律賓 維干市 - 中国 广东省中山市 - 摩洛哥 拉巴特 - 圣多明哥 |

## 著名人物
- 孫中山：1894年11月24日由孫中山於檀香山成立兴中会；中國國民黨視其為奠基並因此以其成立日為建黨日。
- 巴拉克·奥巴马：美国第44任总统，首位总统出生于48个州属外。
- 布鲁诺·马尔斯：美国歌手。
- 休寧麗雅：前南韓女團VIVA成員。
- 休寧凱：南韓男團TOMORROW X TOGETHER成員。
- 休寧巴伊葉：南韓女團Kep1er成員。
- Julie Han：南韓女團KISS OF LIFE成員。

## 外部連結
- 火奴魯魯郡 （页面存档备份，存于）的官方網站
- 夏威夷觀光局 （页面存档备份，存于）（英文）
- 夏威夷觀光局 （页面存档备份，存于）（中文）
- 檀香山交通資訊中心（包含路況攝影機連結）
- 美國氣象服務中心檀香山分站 （页面存档备份，存于）
- 夏威夷华人网 （页面存档备份，存于）[]
- OpenStreetMap上有關檀香山的地理